# Диверсійно-розвідувальна група
Диверсі́йно-розві́дувальна гру́па (ДРГ) — підрозділ спеціального призначення, що використовується для розвідки та диверсій у тилу противника у воєнний і передвоєнний час з метою дезорганізації тилових установ, знищення або тимчасового виведення з ладу найважливіших промислових підприємств, військових об'єктів, транспорту, зв'язку, а також збору інформації про супротивника. Належить до невеликих підрозділів.

## Опис

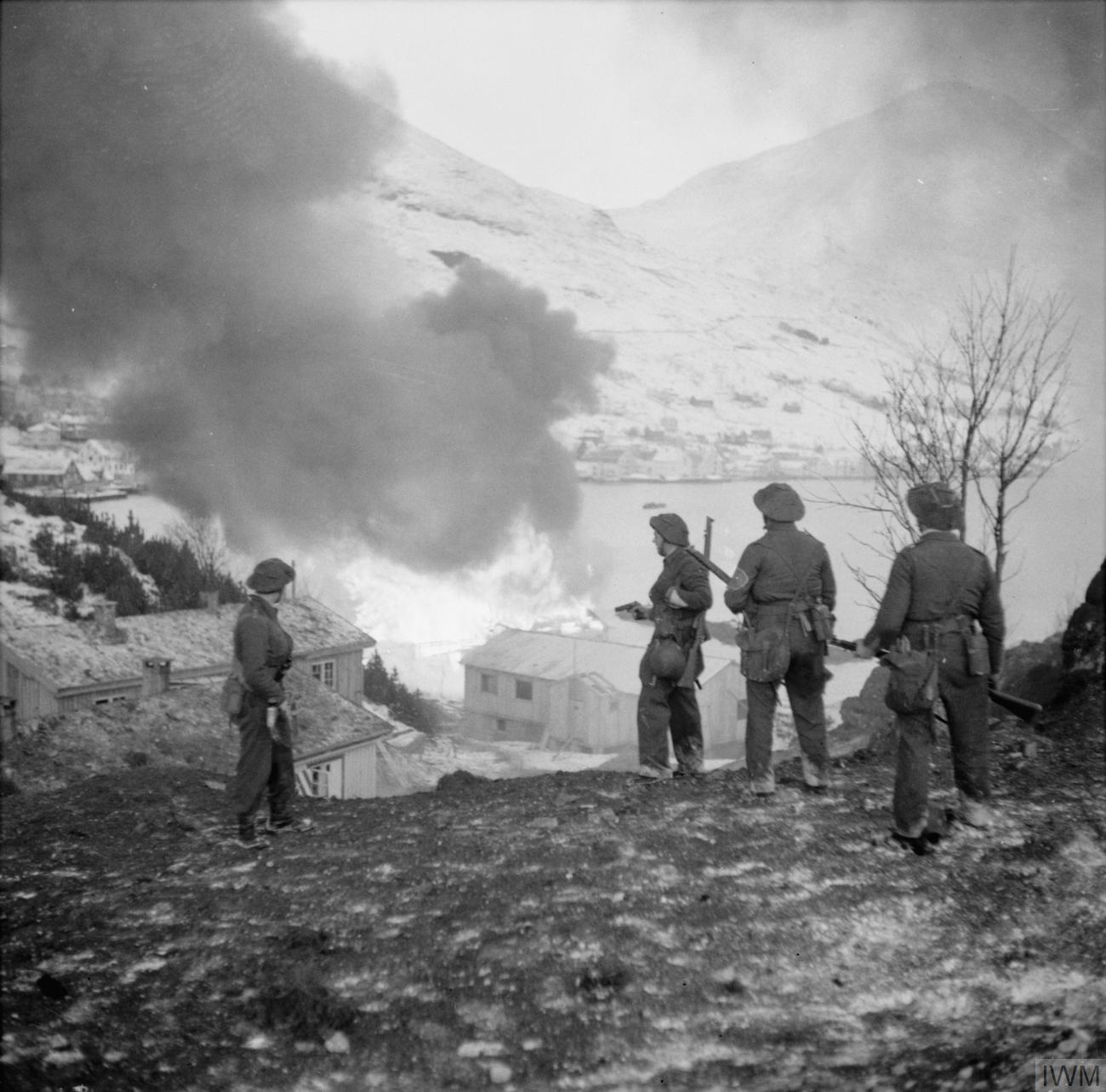
Диверсія англійських парашутистів-диверсантів під час рейду на території окупованої Норвегії, фотозвіт про диверсію') ', 1941 рік.

ДРГ, як правило, є штатним підрозділом спеціального призначення сухопутних і військово-морських сил. Бійці, що входять до складу ДРГ, проходять спеціальне навчання з мінно-підривної, вогневої, фізичної, психологічної, парашутно-десантної, підводної, альпіністської підготовки, здатні діяти автономно на території противника тривалий час.
Під час виконання поставленого завдання ДРГ діє приховано, здатна в гранично стислі терміни долати великі відстані. Невелика, як правило, чисельність групи підвищує її прихованість, маневроність і мобільність, що ускладнює заходи з її пошуку та ліквідації.
У ході бойових дій диверсійна робота, в разі досягнення бажаного результату, здатна заподіяти супротивнику шкоди, співмірної із бойовими діями лінійних частин і з'єднань.

## Завдання ДРГ

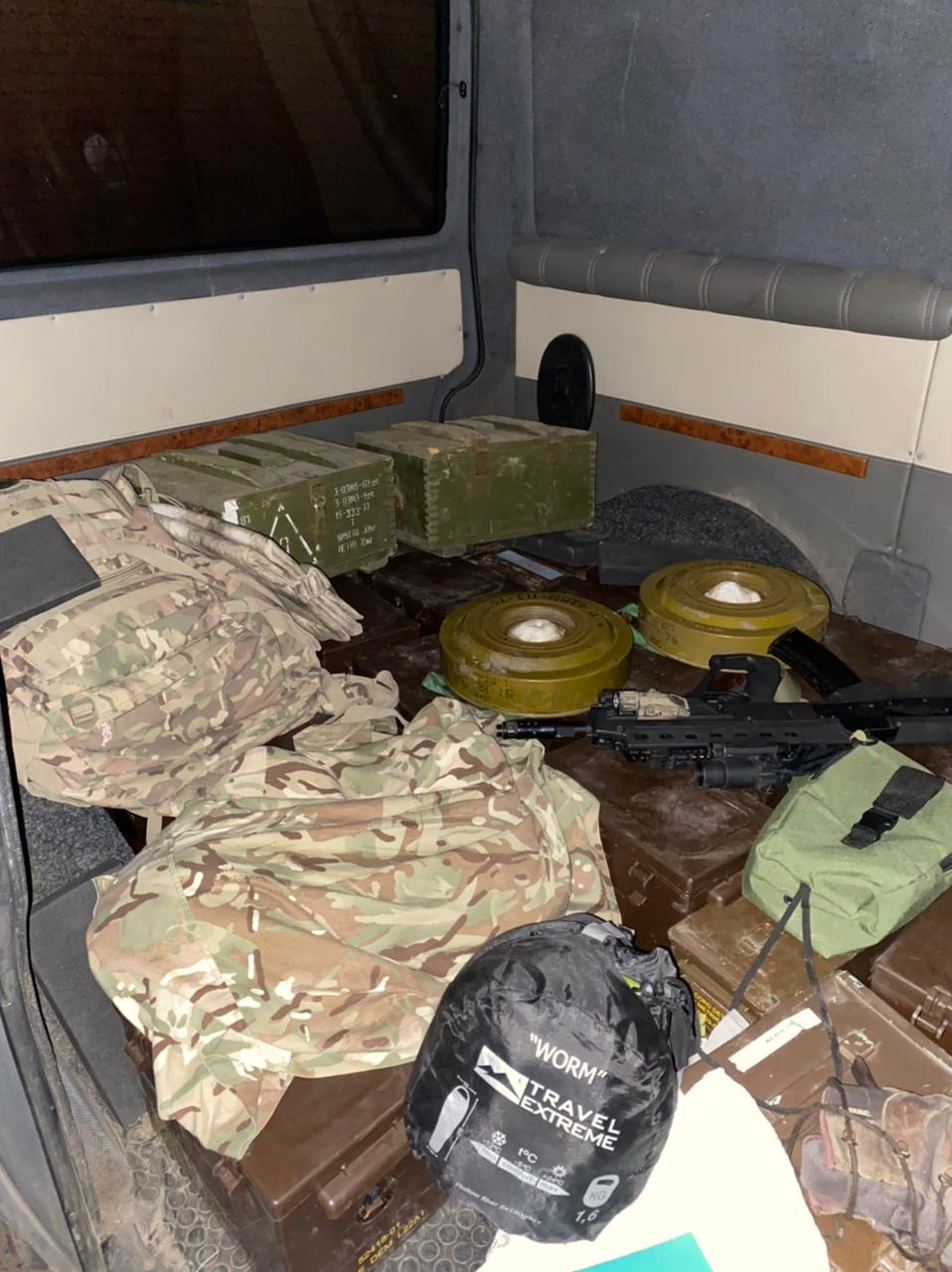
Обладнання ДРГ, виявленої в місті Роздільна (Одеська область) під час російського вторгнення в Україну 2022 року

- Виведення з ладу тилових установ, військових об'єктів противника;
- Дезорганізація роботи транспорту та зв'язку супротивника;
- Поширення паніки серед військ противника і мирного населення;
- Збір розвідданих про пересування, дислокацію, озброєння і кількість військ противника, його військово-економічний потенціал, промислові об'єкти військового значення, транспортні комунікації та комунікації зв'язку.

## Правові аспекти діяльності ДРГ
Диверсійно-розвідувальна група (subversive reconnaissance group) діє в рамках загальноприйнятих норм міжнародного і військового права.[джерело?]
Згідно з міжнародними угодами й законами ведення війни диверсійні заходи допускаються лише у воєнний час відносно об'єктів армії, флоту, військово-промислового комплексу, засобів зв'язку і транспортних комунікацій держави-противника, яка офіційно перебуває у стані війни. Порушення цих правил розцінюється як тероризм і тягне кримінальну відповідальність за військові злочини як членів таких груп, так і політичних лідерів, які віддали злочинний наказ.
Відповідно до норм Міжнародного Гуманітарного Права особовий склад ДРГ користується статусом комбатантів на загальних підставах і має право здійснювати диверсійні заходи щодо
- особового складу противника, що воює зі зброєю в руках;
- військових споруд;
- військової техніки (кораблі, бронетехніка, літаки й т. д.);
- засобів ведення війни (транспорт, який бере участь в перевезенні військ, постачання, мости, тунелі, засоби зв'язку тощо);
- підприємств військово-промислового комплексу — знищення певних об'єктів і сил противника.

Забороняється здійснювати диверсійні заходи щодо
- мирного населення;
- медичних установ і транспорту (у тому числі військової), установ Червоного Хреста;
- об'єктів цивільного та гуманітарного призначення.

В ході виконання бойового завдання, особовий склад диверсійно-розвідувальних підрозділів зобов'язаний носити військову форму, або видимі відмітні знаки своєї країни. Збір розвідданих або здійснення диверсійних заходів у формі чужої держави або в цивільній формі одягу розцінюється як шпигунство або тероризм, а в разі захоплення в полон позбавляє членів ДРГ статусу військовополонених і тягне за собою кримінальну відповідальність на загальних підставах.
У зв'язку з цим диверсійно-розвідувальну групу слід відрізняти від терористичної групи. Перша діє в правовому полі, має відомчу приналежність до збройних сил або спецслужб окремо взятої держави.

## ДРГ і партизани
Одним з найбільш ефективних тактичних засобів війни є створення та застосування спеціальних розвідувально-диверсійних груп, покликаних діяти у відриві від своїх військ на території, охопленій партизанською війною, з метою виконання різноманітних завдань по придушенню партизанського руху. Такі групи служать інструментом перехоплення ініціативи у партизан та втіленням активних наступальних заходів.
Вперше теорія та практика ведення контрпартизанської війни почала систематизуватися під час Другої світової війни німцями та Радами. Зіткнувшись із завзятим опором поневолених народів, спецслужби тоталітарних держав вимушені були розробляти адекватні комплексні засоби протидії, однією з яких стало застосування контрпартизанських груп.
Німці на власному досвіді переконалися в тому, що часто великі армійські підрозділи неспроможні самостійно відшукати й знищити рухливі партизанські загони.
Іншою проблемою став брак точної інформації про партизан, яка б дозволяла активно протидіяти їхнім бойовим операціям. Виникла потреба в окремих невеликих високомобільних підрозділах, які могли самостійно вести активну розвідку та вистежувати й знищувати окремі партизанські загони. Така потреба призвела до утворення у 1941–1942 роках спеціалізованих контрпартизанських підрозділів — «винищувальних команд»

### Ягдкоманди
(Jagdkommando). Ягдкоманди по чисельності дорівнювали взводу або роті, добре оснащувалися автоматичною зброєю. В склад ягдкоманд відбиралися найбільш фізично та психологічно підготовлені вояки. Перевага надавалася колишнім спортсменам та мисливцям. Ягдкоманди застосовувалися для здобуття розвідувальної інформації про партизанські загони, які діють на певному терені, та вистежування та знищення окремих загонів партизан шляхом застосування елементів партизанської тактики.
Ягдкоманди виявилися напрочуд ефективним засобом контрпартизанської боротьби. Партизани втрачали ініціативу, і в умовах атак на їхніх теренах змушені були займатися постійним маневруванням на місцевості замість здійснення активних наступальних дій. Завдяки розвідувальним даним, дії регулярних військ під час значних облав ставали більш успішними.

### Досвід контрпартизанської боротьби НКВС
Досвід німців активно застосовувався і Радами під час боротьби проти рухів опору народів східної Європи у 1945–1955 роках. Дії контрпартизанських груп поневолених народів призвів до повного знищення антирадянських партизанських формувань України та Балтійських держав.
Враховуючи специфіку бойової роботи, контрпартизанські розвідувально-диверсійні групи формуються з вояків-спецпризначенців, які вирізняються відмінною фізичною, психологічною та тактичною підготовкою, на теоретичному й практичному досвіді знайомі зі специфікою ведення партизанської війни. Нерідко такі загони формуються з партизан-зрадників чи місцевих жителів, які перейшли на бік окупантів. Добір у такі групи дуже суворий. Туди потрапляють тільки найкращі з найкращих. Контрпартизанські групи оснащуються найновішою й найкращою зброєю і спорядженням.
Контрпартизанські загони застосовуються як для ведення активної розвідки, так і для здійснення бойових операцій.
У першому випадку розвідувальні групи проникають вглиб партизанських територій і, не вступаючи у жодні контакти з партизанами, ведуть активне відстеження основних маршрутів руху партизанських загонів, їхньої чисельності, озброєння. Також розвідники виявляють основні партизанські бази та населені пункти, де місцеві жителі підтримують партизан. Дана розвідувальна інформація служить для завдання точних авіаційних та артилерійських ударів по окремим чітко визначеним об'єктам партизанської інфраструктури, а також для сприяння проведенню контрпартизанських операцій значними підрозділами регулярних військ.
У другому випадку контрпартизанські групи (КГ) самі атакують малочисельні загони партизан, завдають удари по партизанській інфраструктурі, застосовуючи диверсійну та партизанську тактику.
В інших випадках окремі контрпартизанські групи проникають вглиб партизанських країв та атакують чітко визначені пріоритетні цілі. Наприклад основною метою радянських спецпризначенців під час афганської війни були каравани зі зброєю, американські Тюлені полювали за прибережними базами і складами В'єтконгу в дельті річки Меконг.
Специфіка застосування КГ як правило полягає у наступному: місцевість, що охоплена партизанською боротьбою, розподіляється на сектори приблизно однакової величини. У кожному секторі оперує малочисельна КГ. Вона безпосередньо відповідальна за виконання розвідувальних та бойових операцій на своєму терені.
Впродовж певного часу вояки детально обстежують та вивчають місцевість у своєму секторі. Знаючи деталі партизанської тактики, вояки КГ самі визначають місця, найбільш придатні для сприятливого та прихованого пересування. Відповідно у таких місцях КГ облаштовують засідки й мінні пастки.
Засідки є основним елементом тактики контрпартизанських груп. Таким способом супротивник знищує дрібні партизанські групи і завдає втрати крупним формуванням. Навіть якщо партизанське формування через засідку повністю не знищено, її бойова операція вже є зірваною, оскільки партизани втрачають головну свою перевагу — схованість. Поява поранених несприятливо впливає на мобільність підрозділу. Нарешті контрпартизанська група спроможна за допомогою засобів зв'язку викликати авіаційну чи артилерійську підтримку, що ставить партизан у велику небезпеку.
При здійсненні значних контрпартизанських акцій (облави, депортації населення, тощо) розвідувальні групи виконують роль передових частин, які ведуть активну розвідку й інформують основну частину наступаючих військ про всі зміни у обстановці, служать передовими навідниками авіаційних та артилерійських ударів, блокують найбільш відповідальні терени наступу та ймовірні ділянки відступу партизан.
Також контрпартизанські групи застосовуються для індивідуального відлову партизанських агентів та зв'язківців за наводкою спецслужб, здійснюють ліквідації окремих осіб, причетних до руху опору.

### Досвід інших держав
Тактику застосування контрпартизанських груп вдосконалили у 50-х роках британські спецпризначенці Спеціальної авіадесантної служби (SAS) під час тривалої боротьби з малайськими та індонезійськими комуністичними партизанами протягом 50-60-х років.
Британським окупаційним військам бракувало точних розвідувальних даних про дислокацію та маршрути руху рухливих партизанських підрозділів. Британські спецпризначенці невеликими групами по чотири вояки, не видаючи своєї присутності і стараючись без крайньої необхідності не вступати у вогневі зіткнення з партизанами, знаходили та відстежували регулярні маршрути їхнього руху. Це дозволило організувати ефективну блокаду й ряд успішних засідок, в результаті чого активна діяльність партизан практично припинилася. Таку тактику успішно перейняли австралійська, новозеландська SAS та американські «Зелені Берети» під час війни з партизанами В'єтконгу. Спочатку американські спецпризначенці атакували транспортні та піші постачальні колони, які рухались на південь по «Стежці Хо Ши Міна». Часто розвідувальні групи приховано переходили в'єтнамо-камбоджийський кордон. Під час великих наступів НАВ у 70-х роках розвідувальні групи дальньої дії армії США та Корпусу морської піхоти вели успішну розвідку, що суттєво поліпшувало ведення бойових дій авіацію США та Армією Республіки В'єтнам.
Окремою сферою діяльності розвідувальних контрпартизанських груп є «лжепартизанство». Ворожі групи переодягнувшись у партизанські однострої й видаючи себе за партизан мають змогу проникати на територію партизанських країв і діяти там відносно вільно. Наприклад під час афганської війни радянські спецпризначенці часто перевдягалися у традиційний афганський одяг для того, щоб бути схожими на своїх супротивників і на деякий час убезпечити себе від знаходження.
Маскарад застосовується з потрійною метою. Під виглядом партизан супротивнику легше проводити розвідку теренів, виявляти симпатиків партизанського руху, насаджувати свою агентуру. Маскарад також допомагає у бойових операціях, коли контрпартизанська група партизан під виглядом партизан раптово неочікувано атакує партизанські підрозділи. Особливо небезпечним для партизан є дії «перевертнів» з дискредитації руху опору взагалі. Під виглядом партизан супротивник здійснює каральні акції проти виявлених партизанських агентів під приводом покарання зрадників, а також різноманітні безчинства по відношенню до місцевого населення від імені руху опору, як-от пограбування, убивства, катування. Подібні дії настроюють населення вороже проти самих партизан, підриває авторитет руху опору взагалі що завдає серйозної шкоди партизанам.
Прикладом успішного застосування лжепартизанських груп є досвід британських колоніальних військ під час конфлікту в Кенії (1952—1956 рр.) проти збройних груп «мау-мау» племені кійкуйу. У 50-х роках чорна більшість Кенії почала вимагати незалежності від Британської імперії. Очолюваний Номо Кеньятта Кенійський африканський Союз заходився створювати свої збройне крило, назване мау-мау. Бойовики розпочали партизанську та диверсійно-терористичну боротьбу проти британських військ та білих поселенців. Паралельно з безпосереднім патрулюванням та знищенням мау-мау британські війська застосовували і лжепартизанські загони. З британських вояків та чорношкірих африканців, лояльних до британської імперії та завербованих бойовиків мау-мау формувалися окремі загони, які за своєю зовнішністю, одягом та озброєнням нагадували чорних повстанців. Лжеповстанці проникали на територію племені кійкуйу і здійснювали активну розвідку та напади на загони повстанців мау-мау. Дії контрпартизанських груп виявилися напрочуд ефективними. Мау-мау позбулися свободи маневру та ініціативи, і змушені були дбати більше про свою власну безпеку. Через напади псевдопартизан посилилася роздробленість та недовіра між окремими повстанчими загонами мау-мау. Вкупі з активною розвідувальною, військовою та дипломатичною активністю британської колоніальної адміністрації підрозділи мау-мау були практично повністю знищені або розсіяні у 1956 році, а сепаратистський рух племені кійкуйу зійшов нанівець.
«Лжепартизанство» було надто популярне серед радянських каральних органів під час ліквідації руху опору в країнах Балтії та в Західній Україні. Надто чекісти прославилися на території України, де очевидці досі зі сльозами й жахом згадують каральні акції Совітів. Типовою є трагедія польсько-українського села Бариш. Село Бариш (Бучацький район Тернопільської області) було крупним польським селом. У 1946 році збройних загін з відзнаками УПА вчинив страшну різанину польського населення Бариша. Село було повністю спаленим а всі його жителі незалежно від віку й статі вбиті або замордовані. Тут же радянська пропаганда видала цей акт як злочин українських партизан УПА проти мирного польського населення. Ті з небагатьох поляків які вціліли геть-чисто спростовували будь-яку причетність упівців до цієї акції, бо ніхто з бандерівців не розмовляв, а тим паче не лаявся російською. Не так давно відомо що дану каральну акцію здійснив спецпідрозділ НКВД, переодягнений у партизан УПА з метою розпалення у поляків ворожнечі до українського населення. Баришівська різанина та серія аналогічних акцій призвела до того що поляки ставилися до УПА явно вороже що й спричинило звуження активності загонів УПА.
Протидіяти таким розвідувальним контрпартизанським групам надзвичайно складно. Такі підрозділи без потреби себе не виявляють, атакують лише на вигідних для себе ділянках місцевості і позиціях. Найновіше озброєння, високий професіоналізм, обізнаність у тактиці партизанської війни, вміння ювелірно маскуватися на місцевості та винахідливість часто допомагають навіть при низькій чисельності завдавати партизанам серйозної шкоди, а особлива жорстокість при здійсненні акцій по дискредитації партизан роблять їх подвійно небезпечними.
Маскуються такі групи на місцевості просто бездоганно що ускладнює їх знаходження. Терпіння, напрацьоване під час виснажливих тренувань дозволяє їм нерухомо впродовж кількох днів сидіти у засідці не видаючи своєї присутності, інстинктивне вміння відчувати природу та мисливські навички дозволяло їм миттєво знаходити сліди чужої присутності, а прекрасна вогнева підготовка дозволяє швидко і безпомилково діяти під час ближнього вогневого контакту.
Надзвичайно важко описати тактику протидії таким контрпартизанським підрозділам. Все залежить від багатьох різноманітних факторів. Тому у даному випадку варто обмежитись лише загальними рекомендаціями.
При посиленні активності контрпартизанських груп слід в першу чергу убезпечити території розташування партизанських країв та місцевості розташування основних партизанських баз. Для цього здійснюється активне патрулювання окремими групами партизан прилеглої місцевості для превентивного виявлення будь-якої ворожої присутності. Паралельно має відбуватися активна розвідка при наявності спеціальних технічних засобів. Для попередження будь-якого вторгнення має залучатися й прихильне до партизан місцеве населення, яке мусить негайно інформувати партизан чи їхніх агентів про появу супротивника. У випадку виявлення ворожої групи на території партизанського краю всі партизанські загони, які можуть швидко досягнути місця контакту мають згрупуватися і знищити ворожу контрпартизанську групу максимально використавши чисельну перевагу. Причому знищити супротивника слід якомога швидше, щоб контрпартизанська група не встигла викликати гелікоптери чи артилерійський вогонь.
Поява контрпартизанського підрозділу може служити явною ознакою близької облави. Якщо близькість облави підтверджує розвідка партизани мусять негайно евакуюватися з місцевості. В окремих випадках може виділятися кілька спеціально натренованих партизанських загонів які мають самі вести активне полювання на контрпартизанські загони на території партизанських країв. Наприклад афганські моджахеди під час війни з радянськими окупаційними військами приділяли дуже пильну увагу охороні місцевості біля своїх основних баз а також маршрутів проходу караванів зі зброєю і спорядженням з Пакистану й Ірану. Спостереження з панівних висот здійснювали окремі стежі, місцеві жителі та партизанські розвідники під виглядом кочівників чи бродячих крамарів. Будь-яка поява «шураві» на території помічалася досить швидко, що ставало сигналом до бою для всіх навколишніх партизанських підрозділів, які використовуючи чисельну перевагу намагалися за будь-яку ціну знищити радянських спецпризначенців. Здійснення таких заходів оберігало основні бази відпочинку і дозволяло оновлювати сили партизанам у відносній безпеці, а також різко обмежувало активність груп радянського Спецназу.
Ще складнішою є протидія контрпартизанським групам на «нічийній території». Найголовніше, зберегти свою прихованість. На жаль контрпартизанські групи часто облаштовують засідки саме у таких місцях. По можливості командант партизанського підрозділу має передбачити декілька маршрутів пересування. При найменшій підозрі на засідку маршрут слід змінити. Партизанський підрозділ ніколи не має залишатися довгий час на одному місці. Рухливість є одним з способів уникнення контакту з контрпартизанськими групами.
Також велику роль у боротьбі з має відігравати партизанська агентурна розвідка, яка по можливості має здобувати точні дані про заплановані контрпартизанські операції, місця підготовки та дислокації контрпартизанських груп. На основі цих даних партизани уникатимуть ворожих засідок, зриватимуть активні розвідувальні заходи окупантів та самі атакуватимуть контрпартизанські групи у місця їхньої дислокації.
Проте мабуть найбільш головною запорукою ефективної протидії є індивідуальна і групова майстерність партизан. Партизанам протистоять справжні професіонали, тож кожен польовий командир мусить постійно дбати про підвищення майстерності та професіоналізму кожного партизана. При проведенні навчань в навчально-тренувальних центрах польові командири мусять ознайомлювати партизан з тактикою контрпартизанських груп, детально аналізувати досвід боїв з такими групами, виробляти відповідні тактичні настанови по протидії та практичні тренування. Кожен партизан мусить навчитися пересуватися по місцевості не залишаючи жодних слідів та досконало володіти всіма прийомами маскування. Крім того командант і партизани мусять самі ефективно «думати за супротивника», визначати найбільш ймовірні місця появи контрпартизанських груп і відповідно самим втілювати нестандартні тактичні прийоми при здійсненні бойових операцій. Хоча навіть тоді результат бою не є гарантовано позитивним, але принаймні це дозволить протидіяти на належному рівні.
Паралельно для протидії акціям лжепартизан партизани мусять не тільки активно вишукувати й знищувати перевертнів а також вести активну пропагандистську роботу серед дружнього населення. Партизани мусять роз'яснювати жителям способи діяльності ворожих груп і закликати не піддаватись на ворожі провокації. Якщо партизанам вдалося схопити живцем «лжепартизана» або зрадника, винного у провокаційних акціях і злочинах проти цивільного населення, він має по можливості обов'язково доставлений на місце злочину і скараний смертю на виду в потерпілих. Це продемонструє міць партизанського руху і сприятиме підйому авторитету партизан серед цивільного населення.